# 1179 Mally
1179 Mally è un asteroide della fascia principale. Scoperto nel 1931, presenta un'orbita caratterizzata da un semiasse maggiore pari a 2,6174505 UA e da un'eccentricità di 0,1731585, inclinata di 8,70179° rispetto all'eclittica.
Il suo nome è in onore della nuora dello scopritore.